# Gareth Williams
Gareth Wyn Williams, baron Williams of Mostyn (ur. 5 lutego 1941 niedaleko Prestatyn w północnej Walii, zm. 20 września 2003 w hrabstwie Gloucestershire), brytyjski polityk, członek Partii Pracy, minister w rządach Tony’ego Blaira.
Był synem Alberta Thomasa Williama i Seliny Evans. Wykształcenie odebrał w Rhyl Grammar School oraz w Queens’ College na University of Cambridge. Po studiach rozpoczął praktykę prawniczą. Dosłużył się tytułu Radcy Królowej, zastępcy sędziego Sądu Najwyższego oraz przewodniczącego rady korporacyjnej. W 1992 r. otrzymał dożywotni tytuł barowski barona Williams of Mostyn i został głównym mówcą opozycji ds. prawnych, a później ds. Irlandii Północnej.
Po wyborczym zwycięstwie laburzystów w 1997 r. rozpoczął pracę w ministerstwie spraw wewnętrznych. W 1999 r. objął stanowisko prokuratora generalnego Anglii i Walii. W 2001 r. został członkiem gabinetu jako przewodniczący Izby Lordów i Lord Tajnej Pieczęci. W 2003 r. ten ostatni urząd zamieniono mu na stanowisko Lorda Przewodniczącego Rady. Urzędy te sprawował do swojej nagłej śmierci, która nastąpiła w jego domu w hrabstwie Gloucester 20 września 2003 r.
Lord Williams był dwukrotnie żonaty. Po raz pierwszy ożenił się w 1962 r. z Pauline Clarke, z którą miał syna Daniela (ur. 1969) i córki Marthę (ur. 1963) i Emmę (ur. 1966). Po rozwodzie poślubił w 1994 r. Veenę M. Russell, z którą miał córkę Imogen.